# جابيجا

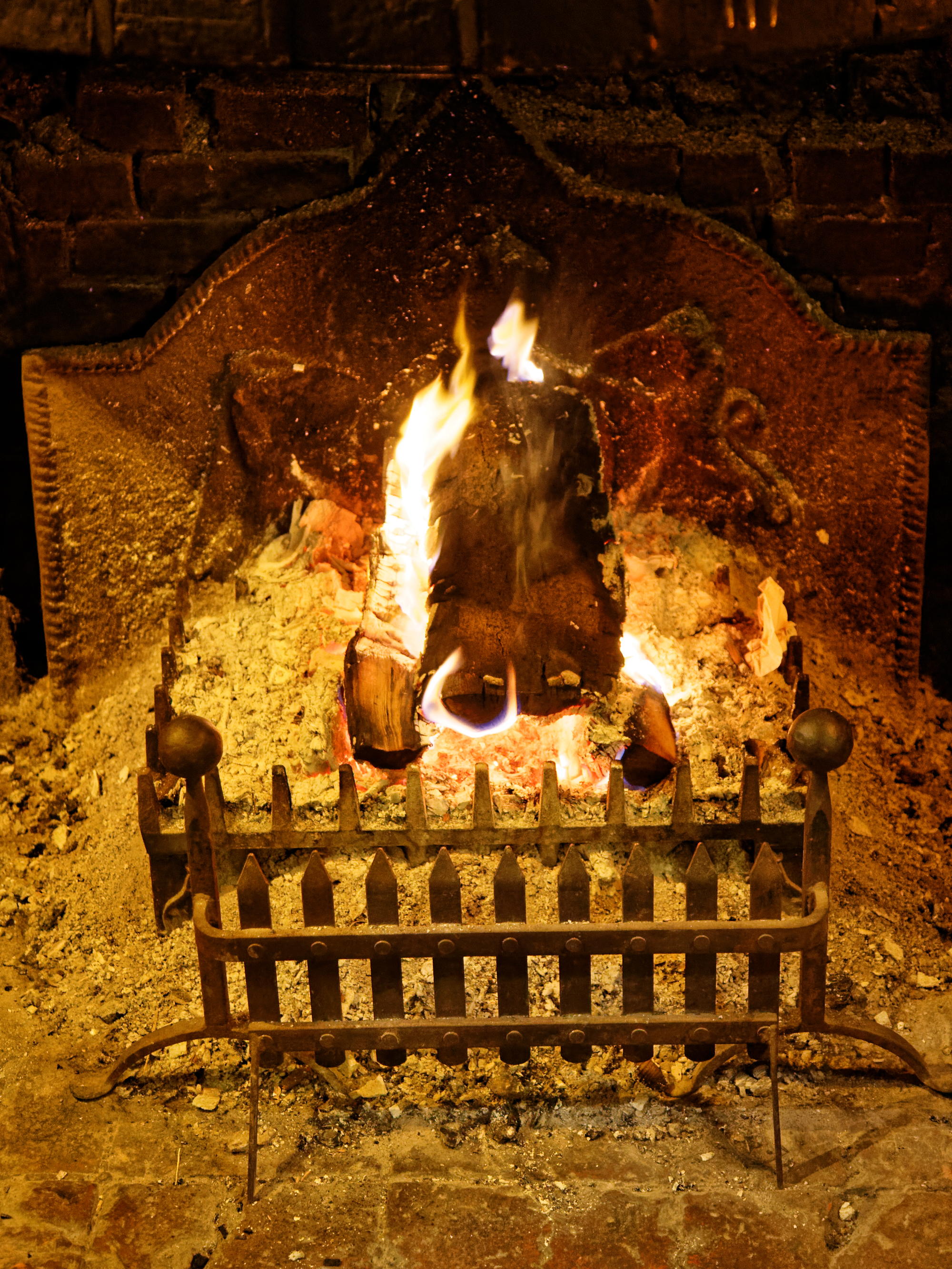
إشعال النار في موقد الموقد بغرب ساسكس

جابيجا، (بالإنجليزية: Gabija)، المعروف أيضا باسم (Gabieta ، Gabeta)، أي روح النار أو آلهة النار، وحامية المنزل والأسرة، في الأساطير الليتوانية. جاء اسمها مشتقا من gaubti (الغطاء - الحماية). أي من القديس أغاثا (غافية باللغة الروسية). كما تم ذكرها في قائمة الآلهة الليتوانية التي كتبها اللاهوتي المسيحي (جان تاسيكي)، في أطروحته عن «عبادة الأصنام» التي نشرت في عام 1615.كما وجدت في الفلكلور الليتواني.